# 실버 스퍼스 아레나
실버 스퍼스 아레나(영어: Silver Spurs Arena)는 미국 플로리다주 키시미에 위치한 실내 경기장이다. 현재 G 리그 오세올라 매직의 홈경기장으로 사용하고 있으면, 과거 SPHL 플로리다 실즈의 홈경기장으로 사용했다.